# Ryota Arimitsu
Ryota Arimitsu (有光 亮太 Arimitsu Ryota?), född 21 april 1981 i Fukuoka prefektur, är en japansk före detta fotbollsspelare.
Arimitsu började sin karriär 2000 i Real Cesate. Efter Real Cesate spelade han för Avispa Fukuoka och V-Varen Nagasaki. Han avslutade karriären 2013.